# Andrej Kastelic
Andrej Kastelic, slovenski rokometaš, * 6. april 1971, Ljubljana.
Kastelic je za Slovenijo nastopil na poletnih olimpijskih igrah 2000 v Sydneyju in 2004 v Atenah, kjer je z reprezentanco osvojil osmo oziroma enajsto mesto. Bil je tudi član srebrne reprezentance na Evropskem prvenstvu 2004 v Sloveniji.